# قفقاز کوچک
قفقاز کوچک، کوهستانی که همراه با قفقاز بزرگ، تشکیل رشته کوه قفقاز را می‌دهند. مرز میان گرجستان، ترکیه، ارمنستان و جمهوری آذربایجان در امتداد این رشته‌کوه است.
درازای این کوهستان، ۶۰۰ کیلومتر است و به موازات قفقاز بزرگ قرار گرفته‌است. قله آراگاتس (۴۰۹۰ متر) در ارمنستان به عنوان بلندترین نقطهٔ این کوهستان شناخته می‌شود.
قفقاز کوچک توسط رشته‌کوه لیخی در گرجستان به قفقاز بزرگ می‌پیوندد و توسط رود کورا در سمت شرق، از آن جدا می‌شود.